# Víctor Ormazábal
Víctor Ormazábal (Buenos Aires, Argentina, 2 de abril de 1985) es un exfutbolista argentino. Jugaba de centrocampista y su último club fue el Hồ Chí Minh City F. C. de Vietnam.

## Trayectoria
Víctor Ormazábal se formó en las categorías inferiores del Club Atlético Boca Juniors. Debutó en el primer equipo el 6 de julio de 2003 ante Club Atlético Rosario Central de la mano de Carlos Bianchi, en ese partido Boca Juniors cayo 7 a 2 frente al Canalla . Esa temporada llegó a disputar un total de 19 partidos. En la temporada siguiente, la temporada 2004-05, de la mano de Brindisi primero, y después de la de Benítez, llegó a jugar un total de 25 partidos, la mayor parte de ellos saliendo desde el banquillo. 
En la temporada siguiente recaló en el Maccabi Haifa Football Club, aunque sólo estuvo tres meses debido a unas molestias en la espalda. Tras rescindir su contrato en octubre de 2005, regresó a Argentina, donde empezó su recuperación y jugó en el equipo filial del Boca Juniors.
En verano de 2006, Ormazábal llegó al Pontevedra Club de Fútbol en calidad de cedido. En su primera temporada gozó de la confianza de su entrenador, llegando a disputar un total de 34 partidos en los que logró anotar tres tantos. La temporada 2008-09 llegó al Cádiz Club de Fútbol, donde permaneció dos campañas. En el verano de 2010 ficha por la AD Ceuta.
En el mes de agosto del año 2012 firma su contrato por una Temporada con el Club Atlético Temperley, equipo de la Primera B Metropolitana, en el fútbol argentino. Sin embargo, a fines del 2012 decide colgar los botines con 27 años.
En el mes de julio de 2013, luego de unos cuantos meses inactivo, vuelve al fútbol profesional para vestir la camiseta de Almirante Brown de cara a la temporada 2013-14 de la Primera B Nacional.

## Clubes
| Club             | País      | Año         |
| ---------------- | --------- | ----------- |
| Boca Juniors     | Argentina | 2003 - 2005 |
| Maccabi Haifa    | Israel    | 2005        |
| Pontevedra CF    | España    | 2006 - 2008 |
| Cádiz CF         | España    | 2008 - 2010 |
| AD Ceuta         | España    | 2010 - 2012 |
| Temperley        | Argentina | 2012 - 2013 |
| Almirante Brown  | Argentina | 2013 - 2014 |
| Erbil SC         | Irak      | 2014 - 2015 |
| Hà Nội T&T       | Vietnam   | 2015 - 2017 |
| Hồ Chí Minh City | Vietnam   | 2017 - 2018 |

## Palmarés

### Copas internacionales
| Título            | Club         | País      | Año  |
| ----------------- | ------------ | --------- | ---- |
| Copa Sudamericana | Boca Juniors | Argentina | 2004 |